# حزام العفة

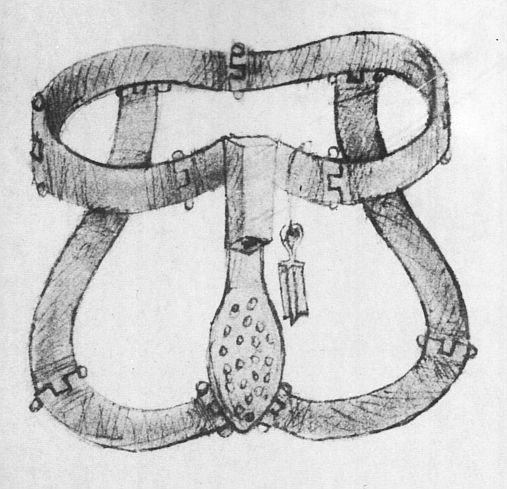
حزام العفة

حزام العفة أداة تصنع من الجلد أو الحديد تستخدم لمنع الجِماع أو الاغتصاب وهو طوق له قفل يلتف حول خصر المرأة فيغلق الفرج باستثناء فتحات ضيقة لقضاء الحاجة، ويحتفظ الزوج بمفتاحه معه، أخترع في إيطاليا عام 1400.